# Сіктарва
Сіктарва (груз. სიქთავრა) — село в Грузії.
За даними перепису населення 2014 року в селі проживає 1148 осіб.